# الثورة الغواتيمالية
الثورة الغواتيمالية (بالإسبانية: Revolución de Guatemala)‏ هي فترة من تاريخ غواتيمالا وقعت بين الانتفاضة الشعبية التي أطاحت بالدكتاتور خورخي يوبيكو عام 1944 والانقلاب الذي دبرته الولايات المتحدة في عام 1954 الذي أطاح بالرئيس المنتخب ديمقراطيًا جاكوبو أربينز. سميت هذه الفترة أيضًا باسم أعوام الربيع العشرة، والتي تسلط الضوء على السنوات الوحيدة للديمقراطية التمثيلية في غواتيمالا من عام 1930 حتى نهاية الحرب الأهلية عام 1996، والتي شهدت تنفيذ برنامج للإصلاح الاجتماعي والسياسي، وخاصة الزراعي الذي كان له تأثير كبير عبر أمريكا اللاتينية.
من أواخر القرن التاسع عشر حتى عام 1944 كانت غواتيمالا تحكمها سلسلة من الحكام الاستبداديين الذين سعوا إلى تعزيز الاقتصاد من خلال دعم تصدير البن. بين عامي 1898 و1920، منح مانويل إسترادا كابريرا امتيازات كبيرة لشركة الفاكهة المتحدة، وهي شركة أمريكية كانت تتاجر بالفاكهة الاستوائية، ونزع العديد من السكان الأصليين من أراضيهم. تحت حكم خورخي يوبيكو، الذي حكم كديكتاتور بين عامي 1931 و1944، تكثفت هذه العملية، مع وضع أنظمة عمل قاسية ووجود دولة بوليسية.
في يونيو 1944، أجبرت حركة شعبية مؤيدة للديمقراطية بقيادة طلاب الجامعات والمنظمات العمالية يوبيكو على الاستقالة. عين يوبيكو مجلسًا عسكريًا مكونًا من ثلاثة أشخاص ليحل محله، بقيادة فيديريكو بونس فايدس. استمر هذا المجلس العسكري في سياسات يوبيكو القمعية، حتى أُسقِط في انقلاب عسكري بقيادة جاكوبو أربينز في أكتوبر 1944، وهو حدث معروف أيضًا باسم ثورة أكتوبر. شكل قادة الانقلاب المجلس العسكري الذي دعا بسرعة إلى انتخابات مفتوحة. وحقق فيها فوزًا ساحقًا خوان خوسيه أريفالو، أستاذ الفلسفة التقدمي الذي أصبح وجه الحركة الشعبية. نفذ برنامج معتدل للإصلاح الاجتماعي، بما في ذلك حملة محو الأمية الناجحة على نطاق واسع وعملية انتخابية حرة إلى حد كبير، رغم عدم منح النساء الأميات حق التصويت وحظر الأحزاب الشيوعية.
بعد نهاية رئاسة أريفالو عام 1951، انتُخب جاكوبو أربينز للرئاسة بأغلبية ساحقة. استمر القائد العسكري التقدمي لعام 1944 في إصلاحات أريفالو، وبدأ برنامجًا طموحًا لإصلاح الأراضي، يُعرف بالمرسوم 900. بموجبه، صودرت الأجزاء غير المزروعة من حيازات كبيرة من الأراضي مقابل تعويض، ووزِعت على العمال الزراعيين الفقراء. استفاد من المرسوم نحو 500 ألف شخص. كان معظمهم من السكان الأصليين، الذين طُرد أسلافهم بعد الغزو الإسباني. تجاوزت سياسات أربينز شركة الفواكه المتحدة، التي فقدت بعض أراضيها غير المزروعة. ضغطت الشركة على الحكومة الأمريكية لإسقاط أربينز، وردت وزارة الخارجية بهندسة انقلاب بحجة أن أربينز كان شيوعيًا. تولى كارلوس كاستيلو أرماس السلطة على رأس المجلس العسكري، ما أدى إلى الحرب الأهلية الغواتيمالية. استمرت الحرب من عام 1960 إلى عام 1996، وشهدت قيام الجيش المدعوم من الولايات المتحدة بارتكاب إبادة جماعية ضد شعوب المايا الأصليين، وانتهاكات واسعة النطاق لحقوق الإنسان ضد المدنيين.

## خلفية تاريخية

### مطلع القرن العشرين
قبل الغزو الإسباني عام 1524، كان سكان غواتيمالا تقريبًا من المايا فقط. أنشأ الفتح الإسباني نظامًا من ملاك الأراضي الأوروبيين الأثرياء الذين يشرفون على قوة العمل المكونة من العبيد والعمال المستعبدين. ومع ذلك، ظلت الأراضي المجتمعية للسكان الأصليين تحت سيطرتهم حتى أواخر القرن التاسع عشر. في هذه المرحلة، جعل الطلب العالمي المتزايد على القهوة تصديرها مصدرًا هامًا للدخل للحكومة. ونتيجة لذلك، دعمت الدولة مزارعي البن من خلال تمرير تشريع يأخذ الأراضي بعيدًا عن السكان الهنود، فضلًا عن تخفيف قوانين العمل بحيث يمكن استخدام العمل الاستعبادي في المزارع.
كانت شركة الفواكه المتحدة ومقرها الولايات المتحدة واحدة من العديد من الشركات الأجنبية التي حصلت على مساحات كبيرة من أراضي الدولة وأراضي السكان الأصليين. سمح مانويل إسترادا كابريرا، الذي كان رئيسًا لغواتيمالا من 1898 إلى 1920، بنقابات محدودة في ريف غواتيمالا، لكنه قدم أيضًا المزيد من التنازلات إلى شركة الفواكه المتحدة. في عام 1922، أنشئ الحزب الشيوعي في غواتيمالا، وأصبح له تأثير كبير بين العمال الحضريين. ومع ذلك، لم يكن للشركة وصول كبير بين سكان الريف والهنود. في عام 1929، أدى الكساد الكبير إلى انهيار الاقتصاد وزيادة البطالة، ما أدى إلى اضطرابات بين العمال. خوفًا من إمكانية حدوث ثورة، دعمت نخبة ملاك الأراضي خورخي يوبيكو إي كاستانييدا، الذي بنى سمعة لقسوته وكفاءته كحاكم إقليمي. فاز يوبيكو في الانتخابات التي تلت عام 1931، والتي كان المرشح الوحيد فيها.

### دكتاتورية خورخي يوبيكو
أدلى يوبيكو بتصريحات تدعم الحركة العمالية أثناء حملته الانتخابية للرئاسة، ولكن بعد انتخابه أصبحت سياسته سلطوية. ألغى نظام الدين العمالي، واستبدله بقانون التشرد، الذي يتطلب من جميع الرجال في سن العمل الذين لا يملكون أرضًا أن يؤدوا 100 يوم عمل شاق كحد أدنى. إضافةً لذلك، استخدمت الدولة العمالة الهندية غير مدفوعة الأجر للعمل على البنية التحتية العامة مثل الطرق والسكك الحديدية. جمدت يوبيكو الأجور عند مستويات منخفضة جدًا، وأصدر قانونًا يسمح لمالكي الأراضي بالحصانة الكاملة من المقاضاة على أي إجراء يقومون به للدفاع عن ممتلكاتهم، وهو إجراء وصفه المؤرخون بأنه يشرع القتل. عزز قوة الشرطة بشكل كبير، وحولها إلى إحدى أكثر القوات كفاءةً وقسوةً في أمريكا اللاتينية. أعطيت الشرطة سلطة أكبر لإطلاق النار وسجن الأشخاص المشتبه في خرقهم لقوانين العمل. كانت نتيجة هذه القوانين خلق استياء هائل ضده بين العمال الزراعيين. كانت يوبيكو شديد الازدراء للسكان الأصليين للبلاد، إذ قال ذات مرة إنهم يشبهون الحمير.
أعجب يوبيكو جدًا بالقادة الفاشيين في أوروبا، مثل فرانشيسكو فرانكو وبينيتو موسوليني. ومع ذلك، رأى الولايات المتحدة كحليف ضد التهديد الشيوعي المفترض للمكسيك. قام بجهد متضافر لكسب الدعم الأمريكي. عندما أعلنت الولايات المتحدة الحرب على ألمانيا واليابان في عام 1941، حذا يوبيكو حذوها، وبناءً على تعليمات أمريكية، اعتقل جميع الأشخاص من أصل ألماني في غواتيمالا. سمح للولايات المتحدة بإنشاء قاعدة جوية في غواتيمالا، بهدف معلن هو حماية قناة بنما. مثل أسلافه، قدم تنازلات كبيرة لشركة الفاكهة المتحدة، ومنحها 200 ألف هكتار من الأراضي العامة مقابل وعد ببناء ميناء. أسقط لاحقًا الالتزام عن الشركة أيضًا، مشيرًا إلى الأزمة الاقتصادية. منذ دخولها إلى غواتيمالا، وسعت شركة الفاكهة المتحدة حيازتها للأراضي من خلال تشريد الفلاحين وتحويل أراضيهم الزراعية إلى مزارع موز. تسارعت هذه العملية في ظل حكم يوبيكو، الذي لم تفعل حكومته شيئًا لوقفها.

## ثورة أكتوبر
بحلول منتصف أكتوبر، وُضعت العديد من الخطط المختلفة للتخلص من بالمجلس العسكري من قبل فصائل مختلفة من الحركة المؤيدة للديمقراطية، بما في ذلك المعلمين والطلاب والفصائل التقدمية في الجيش. في 19 أكتوبر، علمت الحكومة بإحدى هذه المؤامرات.
في نفس اليوم، شنت مجموعة صغيرة من ضباط الجيش انقلابًا بقيادة فرانسيسكو خافيير أرانا وجاكوبو أربينز غوزمان. على الرغم من التخطيط للانقلاب في البداية من قبل أربينز والرائد ألدانا ساندوفال، لم يشارك ساندوفال نفسه في محاولة الانقلاب، ووُصف بأنه «فقد أعصابه». وانضمت إليهم في اليوم التالي فصائل أخرى من الجيش والسكان المدنيين. في البداية، كانت المعركة ضد الثوار، ولكن بعد نداء لدعم صفوفهم، انضم النقابيون والطلاب إلى الثورة، وأخضعوا في النهاية فصائل الشرطة والجيش الموالية لبونس فايديس. في 20 أكتوبر، في اليوم التالي، استسلم بونس فايديس دون قيد أو شرط.
سُمح لبونس فايديس بمغادرة البلاد بأمان، ولأوبيكو أيضًا. استُبدل المجلس العسكري بمجلس عسكري آخر من ثلاثة أشخاص هم أربينز وأرانا وشاب من الطبقة العليا يدعى خورخي تورييلو، كان قد لعب دورًا مهمًا في الاحتجاجات. على الرغم من معرفة أرانا بالمؤامرة العسكرية في وقت متأخر نسبيًا، لكن انشقاقه هو الذي أوصل غوارديا دي أونور (حرس الشرف) القوي للثوار، ومن أجل هذا الدور الحاسم، كوفئ بمنصب في المجلس العسكري. وعد المجلس العسكري بانتخابات حرة ومفتوحة لرئاسة الجمهورية والكونغرس، وللجمعية التأسيسية.
اعتبر الباحثون استقالة بونس فايديس وتشكيل المجلس العسكري بداية للثورة الغواتيمالية. ومع ذلك، لم يهدد المجلس العسكري الثوري على الفور مصالح النخبة الحاكمة. بعد يومين من استقالة بونس فايديس، اندلع احتجاج عنيف في باتزيسيا. ورد المجلس العسكري بوحشية سريعة، وأوقف الاحتجاج. وكان من بين القتلى المدنيين نساء وأطفال. 

### انتخاب أريفالو
ولد خوان خوسيه أريفالو بيرميخو في عائلة من الطبقة المتوسطة عام 1904. عمل مدرسًا في مدرسة ابتدائية لفترة وجيزة، ثم حصل على منحة دراسية في إحدى جامعات الأرجنتين، حيث حصل على درجة الدكتوراه في فلسفة التربية. عاد إلى غواتيمالا عام 1934، وسعى للحصول على وظيفة في وزارة التربية والتعليم. ومع ذلك، حُرم من المنصب الذي كان يرغب فيه، وشعر بعدم الارتياح في ظل ديكتاتورية نظام أوبيكو. غادر البلاد وتولى منصب هيئة التدريس في الأرجنتين حتى عام 1944، عندما عاد إلى غواتيمالا. في يوليو 1944، تشكل رينوفاكيون ناسيونال (حزب المعلمين)، وكان اريفالو مرشحًا لقيادته. في موجة دعم غير متوقعة، أيد ترشيحه العديد من المنظمات الرائدة بين المتظاهرين، بما في ذلك اتحاد الطلاب. كان لعدم ارتباطه بالديكتاتورية وخلفيته الأكاديمية تأثير إيجابي بين الطلاب والمعلمين. في الوقت نفسه، طمأن اختياره للأرجنتين المحافظة بدلاً من المكسيك الثورية مالكي الأراضي القلقين بشأن الإصلاح الاشتراكي أو الشيوعي.
حدثت الانتخابات اللاحقة في ديسمبر 1944، واعتبرت على نطاق واسع حرة ونزيهة، على الرغم من منح حق التصويت للرجال المتعلمين فقط. على عكس المواقف التاريخية المماثلة، لم يترشح أي من أعضاء المجلس العسكري للانتخاب. كان المنافس الأقرب لأريفالو هو أدريان ريسينوس، الذي تضمنت حملته عددًا من الأفراد المرتبطين بنظام أوبيكو. فُرزت بطاقات الاقتراع في 19 ديسمبر 1944، وفاز أريفالو بأغلبية ساحقة، بأكثر من أربعة أضعاف عدد الأصوات التي حصل عليها المرشحين الآخرين مجتمعين.

## رئاسة أريفالو
تولى أريفالو منصبه في 15 مارس 1945، وحكم بلدًا مليئًا بالعديد من القضايا الاجتماعية والاقتصادية. على الرغم من سياسة أوبيكو في استخدام العمالة غير مدفوعة الأجر لبناء الطرق العامة، كان النقل الداخلي غير كافٍ للغاية. كان 70% من السكان أميين، وانتشر سوء التغذية وضعف الصحة. امتلك أغنى 2% من ملاك الأراضي حوالي ثلاثة أرباع الأراضي الزراعية، ونتيجة لذلك كانت أقل من 1% من هذه الأراضي مزروعة. إما أن الفلاحين الأصليين لم يمتلكوا أرضًا، أو لم يمتلكوا ما فيه الكفاية لإعالة أنفسهم. كانت تعمل ثلاثة أرباع القوى العاملة في الزراعة، وكانت الصناعة غير موجودة أساسًا.

### الأيديولوجيا
حدد أريفالو أيديولوجيته على أنها «اشتراكية روحية». كان يعتقد أن الطريقة الوحيدة للتخفيف من تخلف معظم الغواتيماليين هي من خلال حكومة أبوية. كان يعارض الماركسية الكلاسيكية بشدة، وكان يؤمن بالمجتمع الرأسمالي المُنظم لضمان وصول الفوائد إلى جميع السكان. انعكست أيديولوجية أريفالو في الدستور الجديد الذي صادقت عليه الجمعية الغواتيمالية بعد فترة وجيزة من تنصيبه، والذي كان من أكثر الدساتير تقدمًا في أمريكا اللاتينية. نصّ على حق الاقتراع لجميع النساء باستثناء الأميات، واللامركزية في السلطة، وأحكام نظام التعددية الحزبية. ومع ذلك، حظر الأحزاب الشيوعية. أصبح الدستور وأيديولوجية أريفالو الاشتراكية أساسًا لكثير من الإصلاحات التي سُنَّت في عهد أريفالو و (لاحقًا) في عهد جاكوبو أربينز. على الرغم من أن حكومة الولايات المتحدة ستصور في وقت لاحق أيديولوجية الثورة على أنها شيوعية راديكالية، لكنها لم تمثل تحولًا كبيرًا نحو اليسار في الواقع، وكانت مناهضة للشيوعية بشدة. تركزت رؤية أريفالو الاقتصادية للبلاد حول المشاريع الخاصة.

### الحركة العمالية
لم تؤثر ثورة عام 1944 على العديد من أكبر المعارضين للعمل المنظم، مثل النخبة المالكة وشركة الفاكهة المتحدة. ومع ذلك، شكلت الثورة وانتخاب أريفالو تحولًا كبيرًا في ثروات النقابات العمالية. عززت احتجاجات عام 1944 الحركة العمالية لدرجة توقف فيها بونس فايديس عن تطبيق قانون التشرد القمعي، الذي ألغي في دستور عام 1945. في 1 مايو 1945، ألقى أريفالو خطابًا للاحتفال بالعمل المنظم، وحظي باستقبال إيجابي هائل. ولفتت حرية الصحافة المكفولة في الدستور الجديد الانتباه إلى ظروف العمل القاسية في مدينة غواتيمالا. منذ البداية، انقسمت النقابات الجديدة التي تشكلت إلى معسكرين، شيوعي وغير شيوعي. دفعت السياسات القمعية لحكومة أوبيكو كلا المعسكرين إلى العمل بشكل سري، لكنهما عادا للظهور بعد الثورة.
تعززت الحركة الشيوعية بإطلاق سراح قادتها الذين سجنهم نظام أوبيكو. وكان من بينهم ميغيل مارمول، وفيكتور مانويل جوتيريز، وغراسييلا غارسيا، وهذه الأخيرة شخص مميز لكونها امرأة في حركة لم تكن النساء تُشجع على المشاركة فيها. وبدأ الشيوعيون في التنظيم في العاصمة، وأنشأوا مدرسة للعمال، عُرفت باسم اسكويلا كلاريدات، أو مدرسة كلاريتي، التي كانت تعلم القراءة والكتابة، وساعدوا أيضًا في تنظيم النقابات. بعد ستة أشهر من إنشاء المدرسة، أغلقها الرئيس أريفالو ورحّل جميع قادة الحركة الذين لم يكونوا غواتيماليين. ومع ذلك، نجت الحركة الشيوعية، والسبب الغالب لذلك هو هيمنتها على نقابة المعلمين.
كان رد أريفالو على النقابات غير الشيوعية مختلطًا. في عام 1945، جرّم جميع النقابات العمالية الريفية في أماكن العمل التي تضم أقل من 500 عامل، والتي ضمت وقتها معظم المزارع. كان من بين النقابات القليلة الكبيرة بما يكفي للبقاء بدون تجريم نقابة عمال الموز الموظفين لدى شركة الفاكهة المتحدة. في عام 1946، نظم هذا الاتحاد إضرابًا، مما دفع أريفالو إلى حظر جميع الإضرابات حتى تمرير قانون عمل جديد. أدى هذا إلى جهود من جانب أصحاب العمل لتعطيل صدور هذا القانون، ولاستغلال العمال قدر الإمكان قبل إقراره. تضررت النقابات أيضًا عندما أقنعت الحكومة الأمريكية الاتحاد الأمريكي للعمال بتأسيس المنظمة الإقليمية الدولية ديل تراباجو (ORIT)، وهو اتحاد اتخذ موقفًا مناهضًا للشيوعية بشدة.
على الرغم من المعارضة القوية، تمكنت النقابات العمالية بحلول عام 1947 من تنظيم دعم كافٍ لإجبار المؤتمر على تمرير قانون عمل جديد. كان هذا القانون ثوريًا من نواحٍ عديدة. إذ أوقف التمييز في مستويات الرواتب على أساس «العمر، أو العرق، أو الجنس، أو الجنسية، أو المعتقدات الدينية، أو الانتماء السياسي». وأنشأ مجموعة من معايير الصحة والسلامة في مكان العمل، ووُحد مدة يوم العمل بثماني ساعات وأسبوع عمل بـ 45 ساعة، على الرغم من استسلام المؤتمر لضغوط المزرعة الواسعة لوبي وإعفاء المزارع من هذا الحكم. وطالب القانون أصحاب المزارع ببناء مدارس ابتدائية لأبناء عمالهم، وأعرب عن التزام عام بـ «تكريم» وضع العمال. على الرغم من عدم تنفيذ الكثير من هذه الأحكام، لكن سمح إنشاء آليات إدارية لهذا القانون في عام 1948 بإنفاذ العديد من أحكامه بشكل منهجي. كان للقانون ككل تأثير إيجابي كبير على حقوق العمال في البلاد، بما في ذلك رفع متوسط الأجور بمقدار ثلاثة أضعاف أو أكثر.